# Ghenadie Olexici
Ghenadie Olexici (Chișinău, 23 agosto 1978) è un ex calciatore moldavo, di ruolo difensore.